# Claude Gensac
Claude Gensac (Acy-en-Multien, 1 de março de 1927 – Paris, 27 de dezembro de 2016
) foi uma atriz francesa, notória por ter atuado em mais de 71 filmes. Tornou-se uma figura popular do cinema francês nos anos 1970.